# Talspinne
Als Talspinne bezeichnet man eine Talweitung als Zusammenmündung mehrerer Täler.
An Talspinnen sind die Berghänge der zulaufenden Geländesporne oft flacher erodiert als in anderen Talabschnitten. Die Täler sind hier also meist geweitet. Oft ist auch durch Mündungskegel aus zulaufenden Tälern der Grund in Teilen erhöht, was diese Lagen vor Hochwässern des Hauptgewässers schützt. Beide Umstände begünstigten die menschliche Ansiedlung.
Die Entstehung kann geologisch durch Störungslinien, die ein Tal queren, oder durch Schichtmulden der anstehenden Gesteine vorgeprägt sein.